# Athanase Papadopoulos-Kérameus
Pour les articles homonymes, voir Papadopoulos.
Athanase Papadopoulos-Kérameus (en grec moderne : Αθανάσιος Παπαδόπουλος-Κεραμεύς / Athanásios Papadópoulos-Kerameús), né le 21 avril 1856 à Drakia et mort le 18 octobre 1912 à Saint-Pétersbourg, était un professeur d'histoire grecque et byzantine à l'université de Saint-Pétersbourg et directeur de la Section théologique de la bibliothèque impériale de Saint-Pétersbourg.

## Publications
- Hierosolymitike Bibliotheke, (catalogue des bibliothèques patriarchales de Jerusalem) vol.1, St. Petersbourg, 1891.
- Analekta Hierosolymitikes Stachyologias (édition de textes grecs principalement inédits), 5 vols.,1891; anastatic impression, Bruxelles, 1963.
  - Analekta Ierosolumitikês Stachuologias, II, Saint-Pétersbourg, 1894.
- Athanase Papadopoulos-Kérameus, « Vita par Théophane, higoumène de Saint-Barthélemy de Constantinople », Monumenta graeca et latina ad historiam Photii patriarchae pertinentia, Saint-Pétersbourg, vol. 2,‎ 1901, p. 1-14.
- Theodori Studitæ Magna Catechesis, éd. Athanasios Papadopoulos-Kerameus, Saint-Pétersbourg, 1904, avec 143 pièces.